# 874

## Догађаји
- Норвежанин Ингоулвир Артнарсон стиже као први стални викиншки досељеник на Исланд. Гради своју фарму и оснива Рејкјавик. Почиње насељавање Исланда (приближан датум).
- Дански Викинзи (из свог логора у Рептону) протерују краља Бургреда од Мерсије у изгнанство и пустоше Тамворт. Они освајају његово краљевство и постављају његовог политичког противника, Кеолвулфа II, за подкраља.
- Велика паганска војска се дели у две групе; Халфдан се са својим снагама враћа у Нортамбрију, заједно са својим братом Убом, где успоставља нови логор на реци Тајн.

- Саломона, војводу ('краља') Бретање, убија фракција која укључује његовог зета Пасквена и Гурванда, зета покојног владара Ериспоа. Након Саломонове смрти, они су поделили земљу, а Паскветен и Гурванд заједно владају Бретањом.
- Сватоплук I, владар (кнез) Великоморавске кнежевине, закључује мировни уговор у Форцхајму (Северна Баварска). Он је у стању да прошири своје територије ван франачке сфере, и потчини Вистулане.
- Амлаиб Конунг, први нордијски 'краљ' Даблина, убијен је у Шкотској, током кампање против његовог ривала Константина (приближан датум).
- Новембар – У Шкотској почиње мраз, који траје до априла 875. године.
- Хуанг Чао, приватник од соли, удружује снаге са Ванг Сјанжијем како би подигао војску побуњеника у Чангјуану (савремени Синксианг). Устанак додатно слаби династију Танг, која је већ ослабљена природним катастрофама као што су тешке суше и поплаве.
- 13. март – Посмртни остаци Светог Нићифора I сахрањени у цркви Светих Апостола, у Цариграду.
- Основан је манастир Севанаванк, који се налази на обали језера Севан (Јерменија).